# Gaspare Spontini
Gaspare Lugi Pacifico Spontini (Maiolati, 1774. november 14. – Maiolati, 1851. január 24.) Franciaországban működött olasz zeneszerző, a francia nagyopera egyik legjelentősebb mestere, a wagneri zenedráma egyik előhírnöke.

## Élete
Szegény szülők gyermekeként látta meg a napvilágot. Szülei, Giambattista Spontini és Teresa Guadagnin, földművesek voltak és összesen öt gyermekük született. Gaspare a család második szülöttje volt. Két fivéréhez hasonlóan őt is papi pályára szánták, ezért még kiskorában nagybátyjára, Giuseppe Spontinire bízták, aki papként tevékenykedett Jesiben, Gaspare az itteni papi szemináriumban kezdte meg egyházi tanulmányait. Zenére először a szeminárium orgonistái (Menghini és Vincenzo Ciuffalotti) oktatták, akik hamar felismerték tehetségét. Végül Giambattista is belátta, hogy fia nem való papnak, és beleegyezett, hogy Gaspare a nápolyi Conservatorio di Sta Maria della Pietà dei Turchini növendéke legyen. Itt a későbbi zeneszerző Nicola Sala (1713–1801) és Giacomo Tritto (1733–1824) tanítványa lett. Egyes források szerint apja nem önszántából vette ki fiát a papneveldéből: voltak, akik azt beszélték, hogy a fiú megszökött a szemináriumból, de előkerültek olyan dokumentumok is, amik azt látszanak bizonyítani, hogy sorozatos fegyelmezetlenségei miatt tanácsolták el.
1795-ben Spontini megszakította tanulmányait. Elhagyta Nápolyt és Rómában, Palermóban, Firenzében és Velencében próbált pártfogókat találni. Ekkor már rendszeresen komponált, és jó pár új zenedarab volt a kéziratai között. Rómában egy Sigismondi vagy Sismondi nevű mecénás tetszését nagyon megnyerték a fiatal zeneszerző művei, ezért megbízást adott neki egy, a karneváli szezon alkalmából bemutatandó opera megkomponálására. 1796-ban, a Teatro della Pallacordában bemutatott Li puntigli delle donne (Az asszonyi csökönyösség) hatalmas sikert aratott, és hamarosan színre került Velencében és Firenzében is.
Spontini anyagi helyzetén jelentősen javított első operájának sikere és Sigismondi pártfogása. A Li puntigli della donnával elnyerte Domenico Cimarosa és Niccolò Piccinni támogatását, de ami ennél is fontosabb: lehetősége nyílt arra, hogy visszatérjen Nápolyba, és folytassa tanulmányait. Alig telt el két év, és 1798-ban már egy újabb Spontini operabemutatóra került sor: a római Teatro Nouvóban színre vitték a L’eroismo ridicolót (Nevetséges hősködés), amelynek a szövegkönyvét Domenico Piccinni, a híres zeneszerző bátyja írta.
Spontini 1800-ban Cimarosa utódja lett a palermói hercegi udvarban. 1803-ban Párizsba költözött, ahol Rémusat gróf házában kapott állást. A gróf jó viszonyban volt Joséphne Rose Tascher de La Pagerie-vel, Napóleon későbbi feleségével. Párizsban Spontini hamar nagy népszerűségre tett szert: egymás után mutatták be új, és Itáliában már korábban bemutatott operáit. A Theâtre italienben nagy sikert aratott a La finta filosofa, majd 1804 februárjában színre került a Milton, és ugyanezen év novemberében a La Vestale (A vesztaszűz).
1805-ben Napóleon udvari zeneszerzője, valamint a császárné udvari karmestere lett. 1809-ben, bizonyára Napóleon sugallatára, írta a Fernando Cortez című művét, amelyet szintén a Nagyoperában mutattak be, akárcsak a La Vestalét. Mivel művei kedvező visszhangot váltottak ki, Spontinit hamarosan mesés tiszteletdíjakkal és elismerésekkel halmozták el. A La Vestale című opera a kritikusok lesújtó véleménye ellenére elnyerte a Napóleon által alapított nagyoperai díjat. A zeneszerzőt tagjává választotta a Francia Akadémia. Spontoni egy ideig a Theâtre Italien de l’Odéon karmestere volt, majd a főzeneigazgatója lett.
1811-ben megnősült. Egy neves zongora- és hárfakészítő, Jean-Baptiste Érard lányát, Marie-Cathérine-Céleste Erardot (1790–1867?) vezette oltár elé. Nem születtek közös gyermekeik, de Spontini odaadó társat, művészetének inspirálóját találta meg feleségében. A házaspár sokat jótékonykodott: Jesiben és Maiolatiban is több karitatív szervezetet létesítettek. Maiolitban egy parkot építtettek, amelynek közepére egy, a művészetek dicsőségét hirdető templomot terveztek, de végül 1858-ban egy impozáns Szűz Mária-szobrot állítottak fel a parkban a templom helyett. A szobor felavatását Carlo Luigi Morichini bíboros végezte, aki bejelentette, hogy a pápa a házaspárnak, karitatív tevékenységük elismeréseként, a Sant'Andrea gróf és grófnő címet adományozza.
Napóleon és Joséphine válásakor Spontini a háttérbe vonult. Viszonya a császárral visszafogottá vált, valószínűleg ennek köszönhető, hogy udvari zeneszerzői posztjában XVIII. Lajos is megerősítette. 1820-ban aztán elhagyta Párizst, és Berlinbe utazott, III. Frigyes Vilmos porosz király meghívásának eleget téve. Frigyes Vilmos Párizsban megtekintette Spontini több operájának az előadását, és már évekkel azelőtt elhatározta, hogy meghívja Poroszországba a zeneszerzőt. Azt szerette volna ezzel elérni, hogy a nagyoperai stílus a német színpadokon is gyökeret verjen.
Berlinben Spontini az opera első karmestere, valamint a porosz színházak országos főfelügyelője, általános zeneigazgatója lett. Ezt a posztot 1841-ig töltötte be. Poroszországban is számtalan elismeréssel halmozták el: a Hallei Egyetem díszdoktorává avatta, és a Porosz Akadémia is a tagjai közé választotta. Mindeközben a zeneszerző gyakran utazott külföldre is: állandó angliai és olaszországi meghívásoknak kellett eleget tennie, majd ismét hosszabb időt töltött Párizsban. III. Frigyes Vilmos halála után egy rossz németséggel tett kijelentése miatt felségsértéssel vádolták és kilenchavi börtönbüntetésre ítélték, megfosztották állami állásától is. IV. Frigyes Vilmos azonban megkegyelmezett neki: szolgálatiért állandó nyugdíjat ajánlott neki, az országos színházak felett gyakorolt főfelügyelői poszt megtartásával. Spontini azonban nem fogadta el a nagylelkű ajánlatot: Angliát és Franciaországot is érintő körutazást tett, majd Itáliában telepedett le.
1844-ben Drezdában is bemutatták a La Vestale című operáját. Ekkor a zeneszerző a szász fővárosba utazott, ahol megismerkedett az ez idő tájt a városban tevékenykedő Richard Wagnerrel. Kapcsolatuk kölcsönös tiszteletté alakult. Spontini azonban hamar elhagyta a Drezdát. Távozásában szerepet játszhatott rossz egészségi állapota, de a személyét és művészetét ért kritikák is, valamint az, hogy az ő korábbi posztját a nagy rivális, Giacomo Meyerbeer foglalta el. Egy-egy felkérésnek eleget téve ezután is szívesen fellépett német színházakban: elvezényelte egy-egy művét, esetleg megtekintette egy operájának német városokban lezajló ősbemutatóját.
Utolsó éveit Itáliában töltötte, ahol sokat fáradozott az egyházzene megreformálásáért. 1847-ben azonban IX. Pius pápa nem őt bízta meg a tervezett rendelet kibocsátásával, ezért 1850-ben visszaköltözött szülővárosába, ahol egy évvel később meghalt. Végakaratának megfelelően Jesiben, a San Giovanni-székesegyházban helyezték örök nyugalomra. Felesége, férje halála után, tovább folytatta karitatív tevékenységét, és sokat tett férje emlékének megőrzésért. Maiolatit 1939 óta hivatalosan Maiojalti Spontininek hívják, és egy múzeum ápolja a város két legnagyobb szülöttjének, Pergolesinek és Spontininek az emlékét.

## Munkássága
Spontini Meyerbeer mellett a francia grande opera legelismertebb és legjelentősebb képviselője volt. Korai művei azonban még Gluck, Piccinni és Cimarosa hatása alatt születtek. Zenéjében egyesítette az olasz dallamosságot és a francia eleganciát. Művészetének fő jellegzetessége a markáns, dekoratív és telt hangszerelés. A zenekart az addigi kísérő funkciójától megszabadítva, az előadások meghatározó tényezőjévé emelte. Kibővítette a zenekar létszámát, újfajta hangszereléskombinációkat és elhelyezéseket próbált ki. Olykor a kulisszák mögé is helyezett zenészeket, ezzel elsőként teremtette meg a színpadi távolság és tér illúzióját. A látványosan megnövelt létszámú zenekar persze átütőbb énekhangot követelt meg. Spontini megkövetelte a szólóénekesektől, hogy stílusuk mellett technikájukban is legyenek heroikusak, ha szerepük azt kívánja meg. Ezért szép dallamokat felvonultató, drámaian igen hatásos tenor szerepeinek csak a legerőteljesebb hangú énekesek felelnek meg. Talán részben ezért ma már nemigen játsszák operáit. Operái mellett egyházzenei kompozíciói és kórusművei érdemelnek említést.
A ma leggyakrabban játszott műve a La Vestale. Az opera Gluckot követte azzal, hogy monumentalitását szerény eszközökkel érte el, egyesítve azt a kifinomult, funkcionális hangszereléssel és az itáliai énekideállal. Spontini a folyamatos átmenetekkel és zárt drámai cselekményegységek felépítésével már kezdett letérni a zárt számokból álló opera útjáról. Ez a törekvés még látványosabban jelentkezett a La Vestale után két évvel, 1809-ben bemutatott Fernando Cortezben, valamint az 1819-es Olimpie-ben.
A mai operakedvelők érdeklődését felkeltheti még 1829-ben bemutatott, Agnes von Hohenstaufen című operája is. A darab a porosz herceg esküvőjére íródott. A mű már egyértelműen a francia grand opera előfutára, de ugyanakkor a német romantikus zenedrámához is kapcsolódik. Spontini egyedi zenét írt a librettóhoz, kromatikus harmóniákkal, különös hangszereléssel (a fafúvósokat például orgona utánzásra használta) és olyan kórus részletekkel, amelyek Berliózra mutatnak előre. Az operát szerzője többször átdolgozta, végleges formáját így csak 1837-ben nyerte el.

## Operáinak listája
| Cím | Műfaji megjelölés                 | Felvonások száma | A szövegkönyv írója | Az ősbemutató dátuma | Az ősbemutató helye |
| --- | --------------------------------- | ---------------- | --- | --- | --- |
| Li puntigli delle donne | farsetta per musica               | kettő            | | 1796-os karnevál | Róma, Pallacorda di firenze                                                                                             |
| Adelina Senese o sia l'Amore secreto | dramma giocoso                    | kettő            | Giovanni Bertati | 1797. október 10. | Velence, Teatro S. Samuele                                                                                              |
| Il finto pittore |                                   |                  | | 1797/1798; 1800 (többször átdolgozva)                                                                                      | Róma (?); Palermo, Teatro S. Cecilia                                                                                    |
| L’eroismo ridicolo | farsa per musica                  | egy              | Domenico Piccinni | 1798-as karnevál | Nápoly, Teatro Nuovo sopra Toledo                                                                                       |
| Il Teseo riconosciuto | dramma per musica                 | kettő            | Cosimo Giotti | 1798. május 22. | Firenze, Regio Teatro degli Intrepidi                                                                                   |
| La finta filosofa | commedia per musica               | kettő            | Domenico Piccinni | 1799. július 1. | Nápoly, Teatro Nuovo |
| La fuga in maschera |                                   | kettő            | G. Palomba | 1800-as karnevál | Nápoly, Teatro Nuovo |
| I quadri parlanti | melodramma buffo                  |                  | | 1800 | Palermo, Teatro S. Cecilia                                                                                              |
| Gli Elisi delusi | melodramma buffo                  | kettő            | M. Monti | 1800. augusztus 28. | Palermó, Teatro S. Cecilia                                                                                              |
| Gli amanti in cimento, o sia Il geloso audace                                                                                           | dramma per musica                 | kettő            | Giovanni Bertati | 1801. november 3. | Róma, Teatro Valle |
| Le metamorfosi di Pasquale, o sia Tutto è illusione nel mondo                                                                           | farsa giocoso per musica          | egy              | Giuseppe Foppa | 1802-es karnevál | Velence, Teatro Giustiniani in S. Moisè                                                                                 |
| La petite maison | opéra comique                     | három            | Joseph Marie Armand Michel Dieulafoy and N. Gersin | 1804. május 12. | Párizs, Opéra-Comique, Théâtre Feydeau                                                                                  |
| Milton | fait historique                   | egy              | Victor-Joseph Étienne de Jouy és Joseph Marie Armand Michel Dieulafoy | 1804. november 27. | Párizs, Opéra Comique, Salle Favart                                                                                     |
| Julie, ou Le pot de fleurs | comédie en prose, mêlée de chants | egy              | Antoine Gabriel Jars | 1805. március 12. | Párizs, Opéra Comique, Salle Favart                                                                                     |
| La vestale | tragédie lyrique                  | három            | Victor-Joseph Étienne de Jouy, Johann Joachim Winckelmann Monumenti antichi inediti, (1767) című műve nyomán | 1807. december 15. December (francia nyelven); 1824. december 24. (olaszué)                                                | Párizs, Opéra (francia verzió); Milánó, Teatro alla Scala (olasz verzió)                                                |
| Fernand Cortez ou La conquête de Mexique; négy verzió: Fernand Cortez oder Die Eroberung von Mexiko                                     | opéra                             | három            | Victor-Joseph Etienne de Jouy and Joseph-Alphonse d'Esménard, Alexis Piron műve nyomán; második verzió: a liberettót átdolgozta Victor-Joseph Etienne de Jouy; harmadik verzió: a liberttót átdolgozta Emmanuel Théaulon; negyedik verzió: a librettót átdolgozta K. von Lichtenstein | 1809. november 28.; második verzió: 1817. május 28.; harmadik verzió: 1824. április 6.; negyedik verzió: 1832. február 26. | Párizs, Opéra (az 1. és 2. verziót is itt mutatták be) ; Berlin, Königliches Opernhaus (a 3. és a 4. verzió bemutatója) |
| Pélage, ou Le roi et la paix | opéra                             | kettő            | Victor-Joseph Etienne de Jouy | 1814. augusztus 23. | Párizs, Opéra |
| Les dieux rivaux, ou Les fêtes de Cythère; (Más szerzőkkel közösen: Rudolphe Kreutzer, L.-L. Loiseau de Persius és Henri Montan Berton) | opéra-ballet                      | egy              | Joseph Marie Armand Michel Dieulafoy és Charles Brifaut | 1816. június 21. | Párizs, Opéra |
| Olimpie; a 2. verzió címe: Olimpia; majd a harmadik verzióé megint: Olimpie                                                             | tragédie lyrique                  | három            | Joseph Marie Armand Michel Dieulafoy and Charles Brifaut, Voltaire nyomán; második verzió: a szövegkönyvet átdolgozta E. T. A. Hoffmann | 1819. december 22.; második verzió: 1821. május 14.; harmadik verzió: 1826. február 28.                                    | Párizs, Opéra; Berlin, Königliches Opernhaus (második verzió); Párizs, Opéra (harmadik verzió)                          |
| Nurmahal, oder das Rosenfest von Caschmir                                                                                               | lyrisches drama mit ballet        | kettő            | Carl Alexander Herklots, T. Moore, Lalla Rookh című műve nyomán | 1822. május 27. | Berlin, Königliches Opernhaus                                                                                           |
| Alcidor | zauberoper mit ballet             | három            | Marie-Emmanuel-Guillaume Théaulon de Lambert és C. Nutty, after Rochon de Chabannes; németre fordította: Carl Alexander Herklots | 1825. május 23. | Berlin, Königliches Opernhaus                                                                                           |
| Agnes von Hohenstaufen | lyrisches drama                   | kettő            | Ernst Raupach | 1827. május 28. | Berlin, Königliches Opernhaus                                                                                           |